# Banque à charte
 (novembre 2023).
Si vous disposez d'ouvrages ou d'articles de référence ou si vous connaissez des sites web de qualité traitant du thème abordé ici, merci de compléter l'article en donnant les références utiles à sa vérifiabilité et en les liant à la section « Notes et références ».
Une banque à charte est un type d'institution financière du Canada, formée en vertu de la Loi sur les banques (en) de 1871. Ces banques relèvent du ministère des Finances du Canada.